# عبران (قبيلة)
عبران (بالصومالية: Cibraan أو Cimraan)‏، الاسم الكامل: محمد (عمران) بن الشيخ إسحاق بن أحمد. هي العشيرة الرئيسية من قبيلة إسحاق الواسعة. كان لعمران ولدان، إيغال ويونس. محمد نجل يونس له ولدان عبد الله وعيسى. يشكل أعضاؤها جزءًا من اتحاد هبر جعلو الأكبر جنبًا إلى جنب مع عشائر هبر جعلو (موسى بن إسحاق) وسنبور (إبراهيم بن إسحاق) و تول جعلو (أحمد بن إسحاق). تُعتبر عبران من الناحية السياسية جزء من هبر جعلو.
تسكن العشيرة في المقام الأول منطقة توغدير في صوماليلاند (منطقة الحرب عمران هي أكبر مدنهم) وكذلك المنطقة الصومالية في إثيوبيا.

## تاريخ
كان الشيخ إسحاق بن أحمد أحد العلماء العرب الذين عبروا البحر من شبه الجزيرة العربية إلى القرن الإفريقي لنشر الإسلام في القرنين الثاني عشر والثالث عشر. ويُقال أنه من نسل فاطمة بنت النبي محمد صلى الله عليه وسلم. ومن ثم مُنح الشيخ لقب شريف أو سيد، وهي ألقاب تُمنح إلى ذرية النبي. تزوج من امرأتين محليتين في أرض الصومال وترك له ثمانية أبناء، أحدهم هو محمد (عمران). أحفاد هؤلاء الأبناء الثمانية يشكلون قبيلة إسحاق الكبرى.

## انتشار
تقيم القبيلة بشكل أساسي في منطقة توغدير في صوماليلاند، وكذلك المنطقة الصومالية في إثيوبيا. لديهم أيضًا مستوطنة كبيرة في كينيا حيث يُعرفون بأنهم جزء مكون من مجتمع إسحاقيا.